# Верхньосировацька сотня
Верхньосировацька сотня — адміністративно-територіальна і військова одиниця Сумського полку Слобідської України.
Сотенний центр — слобода Верхня Суровиця (тепер село Верхня Сироватка Сумського району Сумської області).

## Історія
Розташована на річці Сироватці, лівій притоці річки Псел. Була осаджена великою групою переселенців, що прийшли 1660 із села Злодіївка на Гетьманщині. На початку 1660-х територія сотні підпорядковувалася сотникові Нижньої Сироватки, від якого у Верхній Сироватці був отаман.
Ліквідована 1765 внаслідок російської «реформи» слобідських полків.

### Специфіка
Сотня відзначилася тривалим (1715—1776) протистоянням численним спробам покріпачення з боку волоських поміщиків Апостолів-Кигичів.

## Сотники
- Вдовиченко Григорій (Савелійович?) (?-05.1676 — 07.1685-?), у 1676 р. як сотник Сумського полку отримав виписку воєводи Аф. О. Чубарова на землю біля р. Бобрика;
- Вдовиченко Степан Григорович — станом на травень 1695 р. перебував у абшиті;
- Нерода (Нерожа) Максим (?-08.06.1695 — 01.1696 — поч. XVIII ст.);
- Виднєв Павло (?-1732-?).
- Власовський (Власов, Сироїжка) Михайло Федорович (?-1755-12.1760-?), полковий ротмістр (12.1753 — 06.1757), помер до 1766 р.
- Апостол-Кигич Петро Федорович (03.06. (30.06).1753 — 23.05.1766) — нащадок переселених за царювання Петра Олексійовича волохів. На козацькій службі з 1743 р.: підпрапорний (06.10.(06.11).1743 — 03.06.(30.06).1753), другомиропільський (1755) згодом — «сироватський сотник», абшитований у 1766 р. поручиком.

## Старшини
- Зиченко Семен (?-1670-і рр.-?) — городовий отаман;
- Лук'ян Андреєв (Лук'ян Андрійович N) (?-01.1696-?) — городовий отаман.